# Елизарово (Усть-Кубинский район)
Елизарово — деревня в Усть-Кубинском районе Вологодской области.
Входит в состав Заднесельского сельского поселения, с точки зрения административно-территориального деления — в Заднесельский сельсовет.
Расстояние по автодороге до районного центра Устья — 26,5 км, до центра муниципального образования Заднего — 8,5 км. Ближайшие населённые пункты — Малаховское, Нагорное, Аристово, Карпунино.
По переписи 2002 года население — 6 человек.